# العلاقات البلغارية السريلانكية
العلاقات البلغارية السريلانكية هي العلاقات الثنائية التي تجمع بين بلغاريا وسريلانكا.

## مقارنة بين البلدين
هذه مقارنة عامة ومرجعية للدولتين:
| وجه المقارنة                                              | بلغاريا                                                                             | سريلانكا                         |
| --------------------------------------------------------- | ----------------------------------------------------------------------------------- | -------------------------------- |
| المساحة (كم2)                                             | 110.99 ألف                                                                          | 65.61 ألف                        |
| عدد السكان (نسمة)                                         | 7.08 مليون                                                                          | 21.44 مليون                      |
| الكثافة السكانية (ن./كم²)                                 | 63.79                                                                               | 326.78                           |
| العاصمة                                                   | صوفيا                                                                               | سري جاياواردنابورا كوتي، كولمبو  |
| اللغة الرسمية                                             | اللغة البلغارية                                                                     | اللغة السنهالية، اللغة التاميلية |
| العملة                                                    | ليف بلغاري                                                                          | روبية سريلانكي                   |
| الناتج المحلي الإجمالي (بليون دولار)                      | 56.83 مليار                                                                         | 87.17 مليار                      |
| الناتج المحلي الإجمالي (تعادل القوة الشرائية) بليون دولار | 130.99 مليار                                                                        | 246.62 مليار                     |
| الناتج المحلي الإجمالي الاسمي للفرد دولار أمريكي          | 8.03 ألف                                                                            | 3.93 ألف                         |
| الناتج المحلي الإجمالي للفرد دولار أمريكي                 | 17.21 ألف                                                                           | 11.11 ألف                        |
| مؤشر التنمية البشرية                                      | 0.782                                                                               | 0.757                            |
| رمز المكالمات الدولي                                      | +359                                                                                | +94                              |
| رمز الإنترنت                                              | .bg، .бг ‏                                                                           | .lk،                             |
| المنطقة الزمنية                                           | ت ع م+02:00، ت ع م+03:00، أوروبا/صوفيا ‏، توقيت شرق أوروبا، توقيت شرق أوروبا الصيفي ‏ | ت ع م+05:30                      |

## منظمات دولية مشتركة
يشترك البلدان في عضوية مجموعة من المنظمات الدولية، منها:
| علم المنظمة | اسم المنظمة                               | تاريخ انضمام بلغاريا | تاريخ انضمام سريلانكا |
| ----------- | ----------------------------------------- | -------------------- | --------------------- |
|             | يونسكو                                    | 17 مايو 1956         | 14 نوفمبر 1949        |
|             | وكالة ضمان الاستثمار متعدد الأطراف        | 23 سبتمبر 1992       | 27 مايو 1988          |
|             | الأمم المتحدة                             | 14 ديسمبر 1955       | 14 ديسمبر 1955        |
|             | الاتحاد البريدي العالمي                   | ?                    | ?                     |
|             | البنك الدولي للإنشاء والتعمير             | 25 سبتمبر 1990       | 29 أغسطس 1950         |
|             | الاتحاد الدولي للاتصالات                  | 18 سبتمبر 1880       | 1897                  |
|             | منظمة حظر الأسلحة الكيميائية              | ?                    | ?                     |
|             | مؤسسة التمويل الدولية                     | 22 يوليو 1991        | 20 يوليو 1956         |
|             | المركز الدولي لتسوية المنازعات الاستشارية | 13 مايو 2001         | 11 نوفمبر 1967        |
|             | منظمة التجارة العالمية                    | 1 ديسمبر 1996        | ?                     |
|             | منظمة الشرطة الجنائية الدولية             | ?                    | ?                     |

## وصلات خارجية
- موقع وزارة الخارجية البلغارية
- موقع وزارة الخارجية السريلانكية